# Mona Simpson
Mona Elizabeth Simpson, nata Mona Jandali (Green Bay, 14 giugno 1957), è una scrittrice, saggista e anglista statunitense, professoressa di inglese al Bard College.

## Biografia
È nata a Green Bay, nel Wisconsin, nel 1957 da padre siriano originario di Homs, Abdulfattah Jandali (in arabo: عبدالفتاح جندلي), soprannominato "John", studente che più tardi sarebbe diventato docente di scienze politiche, e da madre statunitense di origini svizzere e tedesche, Joanne Carole Schieble. I genitori divorziarono quando Mona era ancora una bambina e, quando la madre si risposò, adottò da adolescente il cognome del patrigno. Nel 1955 i genitori di Mona, non ancora sposati, avevano avuto un altro figlio, ovverosia Steve Jobs, il futuro cofondatore della Apple, il quale tuttavia era stato dato in adozione subito dopo la nascita; i due fratelli scoprirono l'esistenza l'uno dell'altra solo nel 1986, dopo che entrambi, indipendentemente e nello stesso periodo, avevano richiesto ad una agenzia investigativa un'indagine sulla famiglia di origine. Nelle opere di narrativa di Mona Simpson si trovano spesso dettagli o situazioni che hanno fatto pensare a una possibile origine autobiografica. Nel 1993 Mona Simpson sposò il produttore e sceneggiatore Richard Appel con cui ha avuto due figli, ma dal quale ha successivamente divorziato.
Mona Simpson studiò scrittura creativa a Berkeley. Dopo la laurea si trasferì a New York dove frequentò un corso di specializzazione alla Columbia University e in seguito divenne redattrice della rivista The Paris Review. Iniziò a dedicarsi anche alla narrativa pubblicando inizialmente racconti che furono pubblicati su Ploughshares, The Iowa Review e Mademoiselle. Il suo primo romanzo Anywhere but here (Dovunque ma non qui), pubblicato nel 1987, raccontava il difficile rapporto di una dodicenne con la propria giovane madre; ebbe un enorme successo di pubblico e di critica e nel 1999 fu portato sul grande schermo da Wayne Wang in un film intitolato La mia adorabile nemica interpretato da Susan Sarandon e Natalie Portman. I romanzi successivi (The Lost Father del 1992 e A Regular Guy del 1996) hanno contribuito ulteriormente alla sua reputazione critica. È stata inserita nel Granta Best of Young American Novelists e ha vinto prestigiosi premi letterari tra cui il Whiting Award nel 1986 e il Premio PEN/Faulkner per la narrativa nel 2001. Nel 1988 ottenne la cattedra di lingua e letteratura inglese all'Università della California di Los Angeles; attualmente è Sadie Samuelson Levy Professor in Languages and Literature al Bard College di Annandale-on-Hudson, New York.

## Opere
- Anywhere but here, New York: Knopf, 1987, ISBN 0-394-55283-0; traduzione in lingua italiana di Roberta Rambelli, Dovunque ma non qui, Milano: A. Mondadori, 1988
- The Lost Father, New York: Alfred A. Knopf, 1992, ISBN 0-394-58916-5
- A Regular Guy, New York: Alfred A. Knopf, 1996, ISBN 0-679-45091-2
- Off Keck Road, New York: Knopf Doubleday Publishing Group, 2000, ISBN 0-375-41010-4
- (con Lewis Buzbee), Intervista con Raymond Carver; traduzione e postfazione di Riccardo Duranti, Roma: Minimum fax, 1996
- My Hollywood, New York: Alfred A. Knopf, 2010, ISBN 9780307273529; traduzione in lingua italiana di Dora Di Marco, La mia Hollywood, Roma: Nutrimenti, 2013